# توت مغولی
توت مغولی (نام علمی: Morus mongolica) نام یک گونه از سرده توت، از تیره انجیران و از راسته گل‌سرخ‌سانان است. این گونه همچنین به عنوان توت سفید واریته مغولی نیز شناخته می‌شود. این گیاه بومی جنگل‌های کوهستانی مغولستان، چین، کره و ژاپن است.